# Lepidostoma costale
Lepidostoma costale är en nattsländeart som först beskrevs av Banks 1914.  Lepidostoma costale ingår i släktet Lepidostoma och familjen kantrörsnattsländor. Inga underarter finns listade i Catalogue of Life.